# Norseman, Australien
Norseman är en ort i Australien. Den ligger i kommunen Dundas och delstaten Western Australia, omkring 560 kilometer öster om delstatshuvudstaden Perth.
Trakten runt Norseman är nära nog obefolkad, med mindre än två invånare per kvadratkilometer.. Det finns inga andra samhällen i närheten. 
Omgivningarna runt Norseman är i huvudsak ett öppet busklandskap. Genomsnittlig årsnederbörd är 466 millimeter. Den regnigaste månaden är mars, med i genomsnitt 86 mm nederbörd, och den torraste är februari, med 11 mm nederbörd.